# Ayvaini
Ayvaini je pećina u selu Ayva kod Burse u Turskoj. 
Pećina je vodoravna, osim na ulaznom dijelu. Postoje dva ulaza u pećinu. Jedan je kod Doğanalanıja, a drugi kod Ayvaköya. Moguć je ulazak u pećinu na jedan ulaz i izlazak na drugi. Kod Doğanalanıja je pad od 17 metara.

## Vanjske poveznice
- Tursko ministarstvo kulture i turizma